# Theater der Altstadt

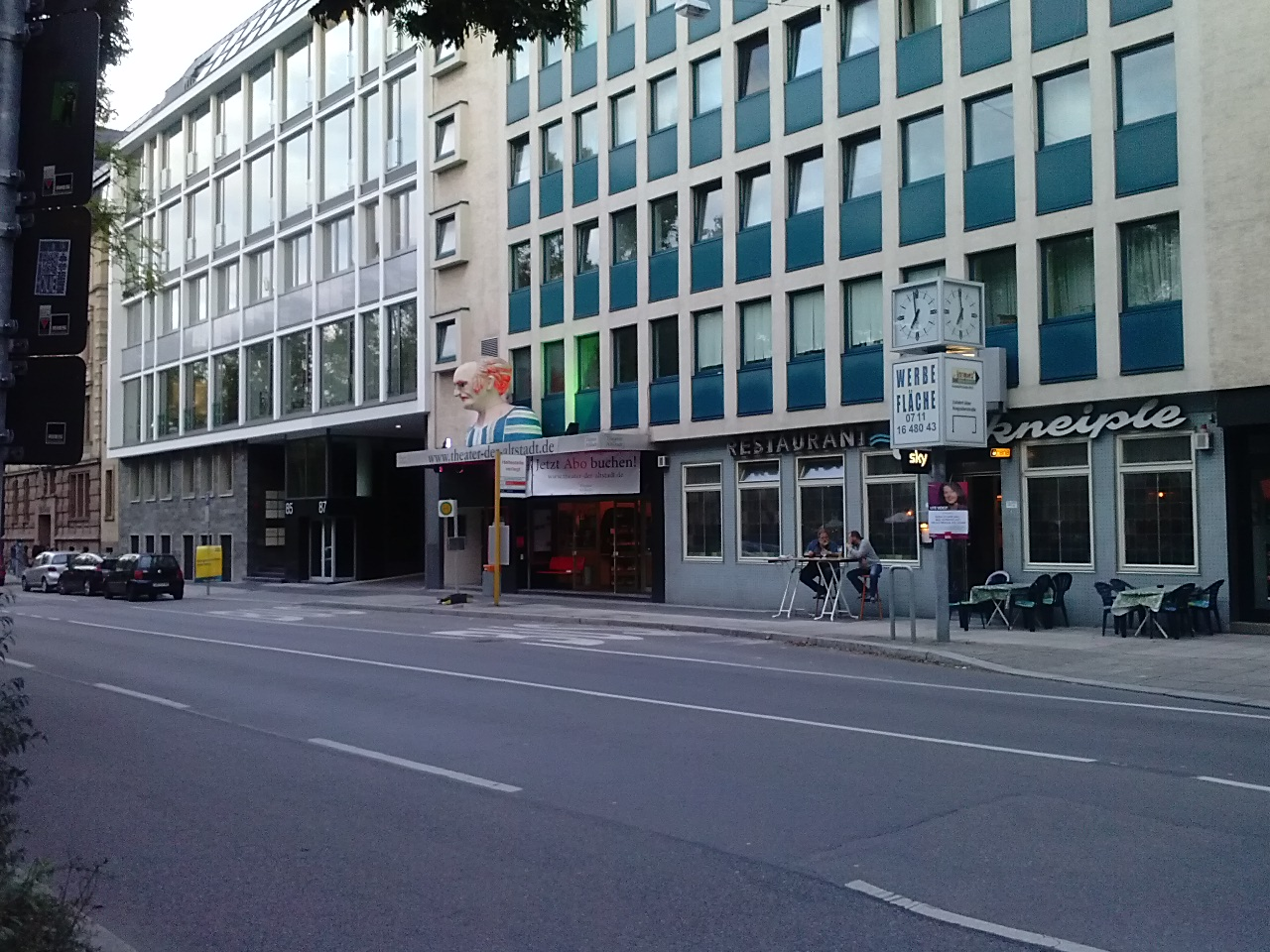
Das Theater der Altstadt im September 2013

Das Theater der Altstadt in Stuttgart-West ist ein professionelles Theater, das im Jahre 1958 von Klaus und Elisabeth Heydenreich gegründet wurde. Es befindet sich heute in der Rotebühlstraße 89 in Stuttgart, im ehemaligen Theater im Westen.

## Geschichte
Gegründet wurde das Theater von Elisabeth und Klaus Heydenreich (ehemaliger Dramaturg bei der UFA und Oberspielleiter bei verschiedenen Stadttheatern). Mit Hilfe von Gottfried Müller, dem Gründer der Bruderschaft Salem, wurde in der Brennerstraße 17 in Stuttgart ein Holzbau für 99 Zuschauer errichtet, dessen Bühne im Jahre 1958 zum ersten Mal bespielt wurde.
Unter der Regie von Klaus Heydenreich wurden in diesem Jahr die beiden Einakter „Ödipus“ von André Gide und „Der schöne Gleichgültige“ von Jean Cocteau gezeigt.
Bereits Ende des Jahres 1965 zählte das Theater über 20.000 Besucher. Das Theater hatte sich etabliert und war zu einem festen Bestandteil der Stuttgarter Kulturszene geworden.
Am 11. Juli 1969 brannte das Gebäude in der Brennerstraße vollständig ab. Mit Hilfe des benachbarten griechischen Zentrums, des Stuttgarter Laientheaters „Die Schatzgräber“ und den Bewohnern des Viertels wurde eine Lösung gefunden. Neben der Ruine wurde von Mitgliedern des Theaters eine Ausstellung veranstaltet und Spenden für einen Wiederaufbau gesammelt.
Nach nur 36 Stunden spielte das Theater der Altstadt in einer neuen Spielstätte das Erfolgsstück „Magic Afternoon“ von Wolfgang Bauer. Für die Premiere von Samuel Becketts „Warten auf Godot“, fünf Tage nach dem Brand, stellte Walter Erich Schäfer (damaliger Generalintendant des Staatstheater Stuttgart) das Kammertheater zur Verfügung.
Nach einem Jahr wechselnder Spielstätten konnten die Pläne für ein Theater mit 155 Plätzen in der Straßenbahnunterführung des Charlottenplatzes verwirklicht werden. Mit „August August, August“ von Pavel Kohout wurde am 21. April 1970 die neue Spielstätte eingeweiht.
Nach dem Tod von Klaus Heydenreich 1990 übernahm zuerst Elisabeth Justin-Heydenreich, dann im Jahre 1995 Susanne Heydenreich die kommissarische Leitung des Theaters. Die Intendanz wurde im Winter 1996 öffentlich ausgeschrieben. Von 48 Bewerbern wurde Susanne Heydenreich die Intendanz zugesprochen.
Seit 1993 wurden die Bühnen am Charlottenplatz (Theater der Altstadt) und in der Rotebühlstraße am Feuersee (Theater im Westen) parallel bespielt. Aufgrund eines Gemeinderatsbeschlusses, wurde die Förderung nur noch für ein Theater gewährt. Nach 27 Jahren in der Spielstätte am Charlottenplatz, wurde die Bühne 1998 geschlossen. Das Theater im Westen (ehemals das „Feuerseekino“) mit 148 Plätzen wurde in „Theater der Altstadt im Westen“ umbenannt und mit „Der nackte Wahnsinn“ von Michael Frayn eröffnet. Heute heißt es nur Theater der Altstadt und ist das älteste Privattheater Baden-Württembergs.
Seit Juli 1999 ziert eine Gipsbüste Arthur Schopenhauers das Vordach des Theaters und ist zum „Wahrzeichen“ des Theaters geworden.
Im April 2022 hatte das Stück Der Trafikant nach dem Roman von Robert Seethaler Premiere, der noch 1997 zum Schauspielensemble des Theater der Altstadt gehörte und beispielsweise im Theaterstück Harold und Maude selbst auf derselben Bühne stand.
Mit Beginn der Saison 2024/25 folgte Christof Küster Susanne Heydenreich als Intendant des Theaters der Altstadt nach.

## Anfahrt
Das Theater liegt unmittelbar an der S-Bahn-Haltestelle Feuersee, an der die Linien S1-S6 und S60 halten.